# أوروش سبايتش
أوروش سبايتش (بالسيريلية الصربية: Урош Спајић) هو لاعب كرة قدم صربي في مركز الدفاع، ولد في 13 فبراير 1993 في بلغراد في صربيا. شارك مع منتخب صربيا تحت 19 سنة لكرة القدم ومنتخب صربيا تحت 21 سنة لكرة القدم ومنتخب صربيا لكرة القدم. أما مع النوادي، فقد لعب مع النجم الأحمر بلغراد ونادي تولوز ونادي كراسنودار.

## وصلات خارجية
- أوروش سبايتش على موقع الاتحاد الدولي (مؤرشف)  (الإنجليزية)
- أوروش سبايتش على موقع الاتحاد الأوربي (الإنجليزية)
- أوروش سبايتش على موقع اتحاد تركيا (لاعب) (الإنجليزية)
- أوروش سبايتش على موقع إي إس بي إن إف سي (الإنجليزية)
- أوروش سبايتش على موقع قاعدة بيانات كرة القدم.إي يو (الإنجليزية)
- أوروش سبايتش على موقع ناشيونال فوتبول تيمز (الإنجليزية)
- أوروش سبايتش على موقع Soccerbase.com (لاعب) (الإنجليزية)
- أوروش سبايتش على موقع Soccerway.com (الإنجليزية)
- أوروش سبايتش على موقع عالم كرة القدم.نت (الإنجليزية)
- أوروش سبايتش على موقع AS.com (الإسبانية)